# Bupleurum flexile
Bupleurum flexile là một loài thực vật có hoa trong họ Hoa tán. Loài này được Bornm. & Gauba mô tả khoa học đầu tiên năm 1940.